# Amina Desai
Pour les articles homonymes, voir Desai.
Amina Desai, née vers 1920, morte le 10 juin 2009, a été l'une des indiennes détenues le plus longtemps en prison en Afrique du Sud comme prisonnières politiques.

## Biographie

### Origines
Née Amina Nagdee, en Afrique du Sud, elle était l'une des neuf enfants d'une mère malaise et d'un père Indien.
Elle a été obligée de quitter l'école, âgée de dix ans, et de s'occuper de ses jeunes frères et sœurs. Ayant l'intention de devenir une infirmière, elle s'inscrit elle-même dans une école de sages-femmes, jusqu'à ce qu'elle doive y renoncer quelques jours plus tard, à la demande de son père. Elle a persisté dans son projet, cependant, et a finalement été autorisée à étudier à l'université de Harvard, à Johannesbourg, qui à l'époque était réservée « aux blancs exclusivement ». Amina est devenue la seule personne « non-blanche » parmi les étudiants, et a acquis une formation en dactylographie, commerce et sténographie.
En 1943, elle a épousé Suleiman Desai. Il a été un membre clé d'une organisation indienne, le Transvaal Indian Congress, alors engagée dans une campagne de résistance passive contre le régime de l'apartheid. Suleiman Desai a également été propriétaire d'un commerce de agence de chaussures Watson, marque bien connue localement. Quand il est mort en 1969, Amina a pris sa suite dans la direction de ses affaires, sans se laisser décourager par le fait d'être une femme dans une profession dominée par les hommes.

### L'arrestation et l'incarcération
Amina a été arrêtée et accusée par le régime de l'apartheid d'avoir conspiré avec son locataire, Ahmed Timol, (qui a été arrêté quelques jours avant) au profit du Congrès national africain (ANC), organisation alors illégale. À la suite de l'arrestation d'Ahhmed Timol, le 23 octobre 1971, à 3 heures du matin, les forces de sécurité sud-africaines ont perquisitionné sa maison. Elle a été ensuite emmenée au quartier général de la police, le John Vorster Square à Johannesbourg, où elle a été interrogée pendant quatre jours.
Un après-midi, elle a entendu des meubles tomber, suivi de cris. C'était « le plus terrible moment de ma vie » a-t-elle dit à la Commission de la vérité et de la réconciliation en 1996. Plus tard, il est apparu que Timol était tombé du dixième étage, d'une fenêtre de la John Vorster Squared. La police a affirmé que Timol s'était suicidé.
Elle a été maintenue à l'isolement pendant plusieurs mois après la mort d'Ahmed Timol, et a été condamnée en novembre 1972 à cinq ans de prison en vertu de la Loi sur le terrorisme pour complicité avec le Congrès National Africain (ANC) et le Parti Communiste Sud-Africain (SACP). Le premier jour de son procès, elle a suggéré à son avocat de prendre contact avec Ahmed Timol qui serait en mesure de faire la lumière sur les écrits trouvés dans sa voiture. C'est alors seulement qu'elle a appris la mort d'Ahmed Timol.
Elle a occupé la majeure partie de son incarcération, à côté d'une fidèle de l'ANC, Dorothy Nyembe, et pour un court moment avec Winnie Mandela. Au bout de cinq ans d'emprisonnement dans les prisons de Barberton et Kroonstad, elle a été placée en maison d'arrêt pour une période supplémentaire de cinq ans.
Elle a été libérée en 1983. En 1996, âgé de 76 ans, elle a été entendue comme témoin par la Commission de la vérité et de la réconciliation.

### Départ d'Afrique du Sud
Elle a quitté l'Afrique du Sud en 2004, des raisons de santé l'amenant à rejoindre ses enfants au Royaume-Uni et en Irlande, où ils avaient cherché refuge contre l'apartheid dans les années 1970. Amina, est décédée paisiblement à Dublin en 2009.
En 2013, elle a été faite, à titre posthume, membre de l'Ordre national sud-africain des Luthuli,.